# Javier Fernández Rodríguez
Javier Fernández Rodríguez (Gijón, Asturias, España, 11 de octubre de 1964) es un empresario y dirigente deportivo español. Fue presidente del Real Sporting de Gijón entre 2016 y 2022 y vicepresidente segundo de la Liga Nacional de Fútbol Profesional entre 2020 y 2022.

## Biografía
Es hijo de José Fernández Álvarez, el que era máximo accionista del Real Sporting de Gijón hasta su fallecimiento y que también fue presidente de la sociedad anónima deportiva entre 1994 y 1997.
Estudió en el Colegio de la Inmaculada. Allí jugó en sus equipos de fútbol base como lateral polivalente, que podía cubrir ambas bandas, compartiendo equipo con Eloy Olaya, hasta que en categoría juvenil dejó el fútbol para dedicarse a los estudios. Se trasladó a Santander para cursar Ingeniería de Caminos, Canales y Puertos en la Escuela Técnica Superior de Ingenieros de Caminos, Canales y Puertos de la Universidad de Cantabria. Posteriormente realizó estudios de postgrado en Washington D. C., donde obtuvo una Maestría en Administración de Negocios (MBA) en la Universidad de Georgetown en 1993.
Fue gerente de Asturiana de Inversiones Deportivas S.A.. Actualmente, es administrador único de la sociedad Castellana de Negocios 2007 S.L., en sustitución de su padre, José Fernández, anterior administrador.
Solía pasar temporadas en la localidad andaluza de Marbella , donde residía su padre desde el año 2008, y acude al estadio de La Rosaleda, donde juega sus partidos el Málaga CF cuando sus compromisos se lo permiten.

## Dirigente deportivo
En la Junta de Accionistas del Sporting del 28 de noviembre de 1994, José Fernández, su padre, amplió el número de consejeros posibles para la entidad con la intención de que Javier Fernández integrara el Consejo de Administración, aunque finalmente no fue así.
El 18 de diciembre de 2012 se incorporó al consejo de administración del Sporting como vicepresidente, y en noviembre de 2015 fue nombrado miembro de la Junta Directiva de la Real Federación Española de Fútbol (RFEF). El 22 de junio de 2016 fue designado presidente del Sporting tras la renuncia al cargo de Antonio Veiga. El 28 de junio de 2022, tras el fallecimiento de su padre, vendió su capital social del Sporting al Grupo Orlegi y cesó en su cargo, siendo sustituido por Alejandro Irarragorri.

## Críticas a su gestión

### Gestión deportiva
Amplios sectores de la afición sportinguista han criticado duramente la gestión deportiva llevada a cabo por Javier Fernández. Por una parte, sobre él como sobre su padre recaen las críticas por el rumbo deportivo del Sporting desde que José Fernández adquiriera en 1994 la mayoría accionarial del club. Se ha llegado a decir que el Sporting durante estos años ha hecho las cosas "rematadamente mal", con una gestión que "en lo deportivo [···] no tiene ni rumbo ni futuro" y que ha llevado a la entidad a una mediocridad constante.
Durante su mandato, el club ha pasado por algunos de los momentos "más delicados de su historia", llegando a estar en causa de disolución.
Ha llamado la atención que, de los escasos éxitos deportivos del Sporting durante la estancia de los Fernández, uno de ellos, el llamado Ascenso de los guajes, se produjera cuando menos pudo influir deportivamente la dirección, al haber estado el club sancionado por LaLiga sin fichar tanto el año del ascenso como el de la permanencia. A esto se le suma que, cuando el club pudo volver a fichar, cambió gran parte de la plantilla y la dirección de las decisiones tomadas llevó al descenso, con un equipo del que en apenas tres años quedaría un solo jugador, a pesar de la juventud de la plantilla por entonces. Además, el club ha tenido serias dificultades para acometer fichajes que le den un nivel superior, teniendo que restringirse sus incorporaciones en este sentido a jugadores libres o cedidos.
Ha sido criticada la "lentitud" en la toma de decisiones que han mostrado ambos Fernández. Una muestra de ello es que las destituciones de entrenadores durante la etapa de los Fernández "siempre se produjeron tarde, mal y a rastras".
A pesar de las declaraciones de un directivo del Sporting durante la era Fernández de que "el Consejo no mete goles", Javier Fernández ha intervenido personalmente en traspasos del club. Un caso de ello fue el traspaso en verano de 2018 de Sergio Álvarez, uno de los capitanes del equipo, al Eibar, que se hizo de espaldas a y sin contar con el agrado de la dirección deportiva, entonces encabezada por Miguel Torrecilla.

#### Directores deportivos
Plácido Rodríguez, último presidente del Sporting que vio al club jugar en competiciones europeas, criticó al Consejo de Administración dirigido por Javier Fernández el uso que hacía de los directores deportivos (Raúl Lozano, Nicolás Rodríguez y Miguel Torrecilla). Según él, los directores deportivos han servido como meros "parapetos de los dirigentes", asumiendo los fallos y restándole importancia al Consejo.

#### Mareo
La gestión de la Escuela de fútbol de Mareo tampoco ha quedado exenta de críticas. Durante la era Fernández, se ha dicho que la cantera es "ese gran valor que la entidad rojiblanca ha dilapidado y de la que ahora parecen acordarse aunque solo sea de palabra". Para el exfutbolista del Sporting Iñaki Churruca, la actitud del club ha sido de desconfianza cuando podría haber asegurado un modelo sólido. Se ha señalado que todas las operaciones de salida relacionadas con futbolistas llegados desde categorías inferiores se ha dado una "gestión catastrófica", con críticas que llegan a parte de la afición. El club se ha mostrado incapaz de retener a sus talentos. Por su parte, el discurso de Javier Fernández parece en la práctica de carecer de propuestas concretas respecto a la Escuela de fútbol, pues ha rechazado propuestas incluso de Abelardo Fernández, Pepe Acebal y Manolo Sánchez Murias, todos ellos exfutbolistas y entrenadores que han trabajado en Mareo.

### Gestión económica
A todo esto hay que sumar las críticas a su gestión financiera, cuya solvencia da muestras de que depende de los éxitos deportivos. A pesar de la imagen de tranquilidad ofrecida desde el Consejo, el club estuvo a punto de desaparecer durante la temporada 2014-15, con impagos a los jugadores que llegaron a estar cinco meses sin cobrar sus sueldos.
El Ayuntamiento de Gijón ha sido clave durante los mandatos de los Fernández para la supervivencia del Sporting. Un caso de ello es cuando decidió ampliar la cesión del estadio de El Molinón al club por cuarenta años, cesión que permitió que las cuentas de la entidad pudieran ser aprobadas y evitando un descenso administrativo.
Por su parte, las cuentas económicas del Sporting han mostrado irregularidades notables durante la presidencia de Javier Fernández. Por ejemplo, un incremento de la deuda total del club durante temporadas en las que las mismas cuentas reflejaban beneficios. Por otra parte, aunque entre 1992 y 2015, el club ingresó una cantidad equivalente a más de 50 millones de euros en concepto de traspasos, utilizando solo 20 de esos millones para realizar incorporaciones. Ha llamado la atención que los 30 millones de diferencia deberían haber servido para paliar la deuda, problema histórico del club durante la etapa de los Fernández.
Han sido también duramente criticadas algunas decisiones durante su presidencia, como la que permite cobrar un sueldo a los miembros del Consejo de Administración. Las cantidades a percibir ascenderán al menos hasta los 325.000 euros.

#### Precios de las entradas
Javier Fernández no ha sido especialmente generoso con la afición del Sporting durante su mandato. Por ejemplo, durante la temporada 2016-17, el club subió el precio de las entradas durante la esperada visita del Fútbol Club Barcelona, gesto que no sentó nada bien a la afición. El partido se saldó con una derrota abultada contra el club catalán. Las rebajas en los precios han coincidido con horarios que, impuestos por la Liga de Fútbol Profesional, no favorecen la afluencia a los estadios. Cuando no fue así, el descuento fue mínimo.

#### Declaraciones acerca de sus acciones
Ha sido también recriminado por los virajes en sus declaraciones respecto a sus acciones. A finales de 2016 sostuvo que es "prácticamente obligada" su salida del club en 2019 y en la Junta de Accionistas de 2017 rechazó que fuera a salir del club "salvo por una gran oferta".

### Ultraboys
También ha sido criticada su gestión con el grupo ultra Ultraboys, al no llevar a cabo acciones contra el grupo, ligado a la extrema derecha, a pesar de las sanciones impuestas al club por el comportamiento de dichos ultras. En 2016, el sector donde se ubica el grupo en El Molinón fue cerrado parcialmente como sanción ante los cánticos racistas emitidos desde dicho sector. Dos años más tarde, en 2018, el club volvió a ser sancionado por las acciones llevadas a cabo por el grupo ultra con una multa de 75.000 euros "por apoyar y favorecer a Ultraboys".
Se ha sugerido que la Grada de Animación creada por el club es solo un intento de camuflar y encubrir a los ultras neonazis de Ultra Boys dentro de instalaciones municipales. Además, a pesar de la pretensión de la directiva del club, auspiciada por Javier Fernández, de desconocer a los individuos violentos, componentes de la misma directiva han sido vistos junto a miembros de Ultra Boys. Además, algunos conocidos miembros violentos del grupo ultra habrían colaborado expresamente con la directiva en la organización del homenaje al Brujo Enrique Castro, Quini. En este sentido, la postura de la directiva habría sido rotundamente falsa en su actitud respecto al grupo ultra.

### Veto a la prensa y transparencia
En diciembre de 2017, el consejo del club, al frente del cual estaba Javier Fernández, vetó a  La Voz de Asturias e impidió el acceso a El Molinón a sus periodistas. Las razones alegadas fueron el "malestar por algunas informaciones y opiniones publicadas". El Colegio Profesional de Periodistas de Asturias criticó esta decisión sobre un medio "con solvencia acreditada y asentado en nuestra comunidad", defendiendo el derecho a informar de los periodistas.
En general, ha sido criticada la política de comunicación del club, llegando a calificar algunos sectores sportinguistas de "falta de respeto" la escasa transparencia que muestra el club durante la gestión de Javier Fernández. Se le ha criticado por "quedar bien ante las cámaras" al prometer el envío de documentos que informaran sobre la situación del club, aunque a efectos prácticos esos documentos nunca salieran a la luz. De Fernández se ha dicho también que "la relación con los medios de comunicación siempre ha sido su asignatura pendiente, incapaz de comprender que el Sporting no es una empresa al uso". La actitud de Javier Fernández ante los medios ha tendido a mostrar lo que para algunos es "soberbia", no reconociendo los errores propios y censurando a los medios críticos con su gestión.
Por otra parte, el Sporting no suele ofrecer datos ni cifras oficiales en sus traspasos, lo que hace más oscura la gestión económica y lleva a que los aficionados se encuentren con que el club tiene y ejecuta un presupuesto "más reducido" de lo esperado a priori.

#### Relación con otros medios de comunicación
Se dice que los medios de comunicación tradicionales, como El Comercio o La Nueva España, están tratando de forma "servilista" a la directiva del club y al máximo accionista, ocultando los aspectos negativos de su gestión. Según las mismas fuentes, habría una brecha generacional entre los periódicos citados, que no generan debate en torno a la directiva o la propiedad de las acciones, y los periódicos surgidos a partir de internet. A estos apoyos, habría que sumar los de la Federación de Peñas Sportinguistas y Ultra Boys. En contra, se situarían asociaciones como Tu Fe Nunca Decaiga, La Norte 5 y Fernández Fuera.

### Críticas por parte de la afición
Todos estos aspectos de su gestión han llevado a sectores numerosos de la afición del Sporting a pedir su salida del club, con lemas como "Por un Sporting libre, Fernández vete ya". Además, el descontento de los aficionados se ha manifestado también en distintas pitadas realizadas en el estadio de El Molinón durante distintos partidos, con gritos de "Fernández fuera" o "directiva dimisión", a las que habría que sumar también numerosas pañoladas contra el palco. Los gritos contra la directiva y especialmente contra los Fernández, de quienes "la afición está harta", han sido una constante en su mandato.
Estas continuas protestas, repetidas a lo largo de los años, estuvieron presentes incluso mientras se celebraba el ascenso del llamado Sporting de los guajes. Los cánticos de "Fernández vete ya" se han extendido en el tiempo, llegando también a producirse lejos de El Molinón.
Además, la afición ha sacado a la venta bufandas con los colores verde y amarillo con los lemas "Fernández basta" y "Fernández vete ya". Parte de lo recaudado por las ventas de esas bufandas fue donado a causas solidarias.
Exfutbolistas y exmandatarios del club también han criticado la gestión de los Fernández. Son los casos de, entre otros, Perico Pérez o el mítico Enzo Ferrero, así como el expresidente Plácido Rodríguez.
Las críticas también se han dado a través de pintadas en los muros exteriores de la Escuela de fútbol de Mareo, pidiendo la dimisión de la directiva y la venta de las acciones de Fernández.

## Otros incidentes
El 18 de noviembre de 2018, después de que el Sporting perdiera por 2-1 el derbi frente al Real Oviedo, en el Estadio Carlos Tartiere, Javier Fernández se encaró fuera de sí con un aficionado que le había "increpado con gran dureza". Los hechos quedaron grabados en video.

## Declaraciones notables
- "El Sporting ha despegado hacia el crecimiento sin retorno".[61]
  - Pronunciado aproximadamente un año antes del tercer descenso a Segunda División del club desde la llegada al accionariado de su padre, José Fernández.

- "Queremos asturianizar el club. Que la base sea asturiana y que los que vengan se integren".[62]
  - Pronunciado aproximadamente un año antes del primer partido que jugó el Sporting sin ningún asturiano en su once titular.[63] Al año siguiente, el Sporting volvió a jugar con un once sin asturianos en el mismo.[64]